# Ная Ривера
Ная Мари Ривера (на английски: Naya Marie Rivera) е американска актриса, певица и модел. Носителка е на различни награди, включително награда на Гилдията на актьорите; има и две номинации за награди „Грами“.
На 8 юли 2020 г. Ривера се удавя в езерото Пиру, близо до Санта Кларита, Калифорния, докато плува с четиригодишния си син. След петдневно издирване тялото ѝ е извадено от езерото сутринта на 13 юли. По време на смъртта си тя е между снимки на сезоните на телевизионния сериал Step Up, в който играе главната женска роля.

## Биография
Ривера е родена в Санта Кларита, Калифорния, на 12 януари 1987 г. Израства и живее в или около Лос Анджелис през по-голямата част от живота си. Има афро-американски, немски и пуерторикански произход. Майка ѝ, Йоланда Превитир (по баща Уайт), е агент по недвижими имоти и бивш модел, докато баща ѝ, Джордж Ривера, работи на различни ИТ позиции, включително позиции в Disney и Universal Music. Родителите ѝ се женят през 1986 г., но се развеждат през 1996 г., и майка ѝ се омъжва повторно за Чарлз Превитир през 1999 г.; Ривера е близка с втория си баща.
Започва кариерата си на актриса и модел като дете с участия в реклами по национална телевизия. На четиригодишна възраст получава ролята на Хилъри Уинстън в просъществувалия за кратко ситком на Си Би Ес „Кралското семейство“ (1991–1992).
Шоуто първоначално получава положителни отзиви и високи рейтинги, но скоро е отменено след като звездата Ред Фокс получава внезапен инфаркт на снимачната площадка. Ривера е свидетел на това и пише в мемоарите си, че с Фокс са станали близки въпреки разликата в поколенията от момента, в който са се срещнали, и тя го е възприемала като дядо. Да види как Фокс умира пред очите ѝ на млада възраст оставя отпечатък у нея до края на живота ѝ. Все пак тя споделя, че участието в сериала я кара да се влюби в телевизията. Получава номинация за награда за млад артист за изпълнението си в сериала.
След поредица от епизодични телевизионни роли в тийнейджърските си години, тя прави големия си пробив през 2009 г. с ролята на Сантана Лопес в телевизионния сериал на Fox „Клуб „Веселие““ (2009–2015). Получава положителна оценка от критиците за тази роля и различни награди, включително награда на Гилдията на актьорите и награда ALMA, както и общи номинации с останалата част от актьорския състав за две награди „Грами“ и една награда Brit.
През 2011 г. подписва с „Кълъмбия Рекърдс“ като солов изпълнител и през 2013 г. издава сингъла си Sorry, – въпреки че никога не е издавала студиен албум. Печели две награди ALMA като музикален изпълнител. На големия екран Ривера дебютира във филма на ужасите At the Devil's Door (2014), след което играе поддържаща роля в комедията Mad Families (2017). През 2018 г. тя се явява на прослушване за ролята на Анита в римейка на „Уестсайдска история“ от 2021 г. с песента America, която преди това изпълнява в „Клуб „Веселие““.
Ривера защитава различни благотворителни каузи, особено за правата на ЛГБТ хората, правата на имигрантите и правата на жените.
Личният ѝ живот привлича значително внимание от страна на пресата и медиите през цялата ѝ кариера и през 2016 г. тя публикува мемоари, озаглавени Sorry Not Sorry: Dreams, Mistakes, and Growing Up („Съжалявам, не съжалявам: мечти, грешки и израстване“).

## Смърт
На 8 юли 2020 г. е съобщено, че Ривера е изчезнала, след като четиригодишният ѝ син Джоузи е открит сам в наетата от Ривера лодка на езерото Пиру, резервоар в Националната гора Лос Падрес в окръг Вентура, Калифорния. Ривера посещава езерото от години и е смятана за силен плувец. Търсенето на Ривера и Джоузи започва още следобеда, три часа след като двамата напускат дока, когато наемът на лодката изтича, но те не се връщат. Джоузи е намерен сам, заспал на лодката със спасителната си жилетка. Той разказва на следователите, че с майка му са плували, когато тя му казала да се качи обратно на лодката. Полицейските доклади посочват, че той си спомня, че тя му е помогнала да се качи обратно в лодката, но не е успяла сама да се качи обратно на борда и след това е изчезнала под водата. В докладите се разказва, че Ривера е викала за помощ; Джоузи също така заявява, че майка му не е носила спасителна жилетка.
На следващия ден шерифът на окръг Вентура потвърждава пред медиите, че се счита, че Ривера е загинала и усилията по спясяването ѝ сега са насочени към откриване на тялото ѝ. На 11 и 12 юли родителите и вторият баща на Ривера, братът, бившият ѝ съпруг Райън Дорси и близката ѝ приятелка и колежка Хедър Морис се присъединяват към екипа, който я издирва.  На 13 юли, след петдневно издирване, е обявено, че тялото е намерено от водолази в езерото Пиру. Шерифът изразява предположение, че Ривера и Джоузи са попаднали в мъртво течение и са се борили да се върнат до лодката, като тя вероятно е „събрала достатъчно енергия, за да спаси сина си, но не достатъчно, за да спаси себе си“. На 14 юли съдебният лекар на окръг Вентура публикува доклад от аутопсията, в който се посочва, че причината за смъртта е случайно удавяне и че няма доказателства за нараняване или интоксикация.
Ривера е погребана на 24 юли 2020 г. в мемориалния парк Forest Lawn в Холивуд Хилс, където са погребани много личности от развлекателната индустрия.
Феновете на Ривера публикуват съобщения в подкрепа по време на издирването ѝ и отдават почит, след като тя е намерена мъртва. Известни политици и изпълнители от музиката, телевизията, киното и театъра също споделят послания в нейна памет. Мемориал на Ривера е построен под знака на езерото Пиру в дните след нейната смърт. Езерото Пиру остава затворено за обществеността повече от месец след смъртта на Ривера и плуването там е забранено.